# Qualicum Beach
Qualicum Beach es un pueblo ubicado en la isla de Vancouver, Columbia Británica, Canadá. En el censo de 2016, tenía una población de 8943 personas. Está situada a los pies del Monte Arrowsmith, con sus costas situadas a lo largo del estrecho de Georgia, en la costa noreste de la isla de Vancouver.
El entorno natural de Qualicum y su proximidad con Victoria y Vancouver la han convertido en un destino turístico, con casas de alquiler a lo largo de su costa. También es una importante comunidad de jubilados, teniendo la población media más anciana de Canadá, con un promedio de edad de 65,9 años en 2016. 
Está comunicada con la autopista de la Island Highway, que abarca la costa, un aeropuerto y un ferry a la isla Lasqueti. Se la considera informalmente una ciudad gemela con la vecina Parksville.